# Paul Alexander von Krüdener
Le baron Paul Alexander von Krüdener, né le 31 janvier 1784 à Saint-Pétersbourg et mort le 29 janvier 1858 à Berne, est un noble allemand de la Baltique (ou teuton, comme l'on disait alors en français), sujet de l'Empire russe, qui fut diplomate.

## Biographie
Paul von Krüdener est le fils de la fameuse Barbara Juliane von Krüdener (dite en français Madame de Krudener), née von Vietinghoff, et de l'ambassadeur Burkhard von Krüdener. Il est baptisé Paul, en l'honneur du grand-duc Paul, futur Paul Ier de Russie qui est son parrain. Son père est nommé par Catherine la Grande ambassadeur à Venise, où Paul passe les deux premières années de sa vie, puis il suit les affectations de son père à Munich, jusqu'en 1787 et surtout à Copenhague, jusqu'en 1794 et enfin à Madrid, jusqu'en 1800. Son père est alors nommé par Paul Ier ambassadeur auprès de Frédéric-Guillaume III de Prusse. Frédéric Ancillon devient son précepteur.
Paul von Krüdener devient chargé d'affaires puis secrétaire d'ambassade à partir de 1804 à Paris. Il est arrêté quelque temps à Strasbourg par Napoléon en 1812 qui le soupçonne de complot. Il est ensuite attaché en 1817 à Berne, où il invite sa mère. De 1822 à 1826, il est attaché à Munich auprès de la cour de Bavière. Il tombe amoureux de la jeune Amalie von Lerchenfeld qui a dix-sept ans et se bat pour elle en duel, le 19 janvier 1825, contre son soupirant, le poète diplomate Fiodor Tiouttchev en poste aussi à Munich. Il épouse la jeune fille à l'été 1825 à Köfering. Elle donne naissance un an plus tard à leur enfant, Nikolai-Arthur.
Nicolas Ier nomme ensuite le baron von Krüdener ambassadeur aux États-Unis de 1827 à 1837 auprès de John Quincy Adams. Il revient ensuite à Saint-Pétersbourg, où sa femme tient un salon choisi. Au fil des ans, le couple mène une vie séparée tout en demeurant sous le même toit.
Il est nommé à la fin de sa vie ambassadeur à Stockholm.